# Grigorij Kabakowski
Grigorij Samojłowicz Kabakowski, ros. Григорий Самойлович Кабаковский (ur. 19 września?/2 października 1909 we wsi Koczubiejewka obecnie w rejonie czutowskim w obwodzie połtawskim, zm. 2 listopada 1959 w obwodzie połtawskim) – radziecki wojskowy, porucznik, Bohater Związku Radzieckiego (1943).

## Życiorys
Urodził się w ukraińskiej rodzinie chłopskiej. Skończył szkołę podstawową, pracował jako ślusarz, od 1938 należał do partii komunistycznej, w 1940 został kierownikiem oddziału handlu w rejonowym komitecie wykonawczym.
W 1941 został powołany do Armii Czerwonej i skierowany na front wojny z Niemcami, walczył na Froncie Południowo-Zachodnim, Północno-Zachodnim, Kalinińskim i Centralnym, dwukrotnie był ciężko ranny. Podczas walk pod Dniepropietrowskiem w 1941, gdy ranny został dowódca kompanii, Kabakowski wziął dowodzenie na siebie i przewodził kontratakami kompanii. Jesienią 1943 jako dowódca kompanii 57 Gwardyjskiej Brygady Pancernej w składzie 7 Gwardyjskiego Korpusu Zmechanizowanego 60. Armii i Frontu Centralnego w stopniu lejtnanta zorganizował przeprawę żołnierzy przez Desnę, a później Dniepr, który czerwonoarmiści przekroczyli 25 września na północ od Kijowa; według oficjalnej informacji żołnierze dowodzonej przez niego kompanii zabili wówczas ogniem i granatami do 60 żołnierzy i oficerów Wehrmachtu, a później odparli trzy niemieckie kontrataki. Kabakowski został ciężko ranny podczas odpierania jednego z kontrataków.
Po wojnie wrócił na rodzinne strony i został przewodniczącym kołchozu, później przewodniczącym miejscowego komitetu w Stacji Maszynowo-Traktorowej. W 1946 został deputowanym do Rady Najwyższej ZSRR 2 kadencji.

## Odznaczenia
- Złota Gwiazda Bohatera Związku Radzieckiego (17 października 1943)
- Order Lenina (17 października 1943)
- Order Czerwonego Sztandaru

I medale.